# Siwu
El siwu (o akpafu-lolobi, o siwusi) és una llengua kwa que és pròpia dels akpafus i que es parla al nord d'Hohoé, a la regió Volta, al sud-est de Ghana. El siwu compta aproximadament amb entre 27.000 (dades del 2003) i 37.000 (joshuaproject) parlants. El seu codi ISO 639-3 és akp i el seu codi al glottolog és siwu1238.

## Família lingüística
Segons l'ethnologue, el siwu és una llengua que està juntament amb el lelemi, el sekpele i el selee en un subgrup de les llengües lelemis que són del grup de les llengües potou-tanos, que són llengües nyos, que al seu temps formen part de la família de les llengües kwa, que formen part de la gran família de les llengües nigerocongoleses.

## Geolingüística i pobles veïns
La zona de parla siwu està situada entre Hohoé, al sud i Kwamikrom, al nord-oest, a l'est del llac Volta, al centre de la regió Volta, al sud-est de Ghana.
Segons el mapa lingüístic de Ghana de l'ethnologue, els akpafus limiten amb els lelemis i els tuwulis al nord, amb els sekpeles a l'est, amb els selees i els ewes al sud i amb els nkonyes a l'oest.

## Dialectologia
Els dialectes del siwu són: l'akpafu i el lolobi. Els dos són intel·ligibles però des del segle xix estan separats políticament.

## Sociolingüística, estatus i ús de la llengua
El siwu és una llengua desenvolupada (EGIDS 5): Està estandarditzada té literatura i gaudeix d'un ús vigorós per persones de totes les edats i generacions tant en la llar com en societat en tots els àmbits tot i que no és totalment sostenible. Entre el 25 i el 50% dels akpafus estudien el siwu com a segona llengua. Hi ha materials per aprendre la llengua pagats per la comunitat. Els akpafus també parlen l'anglès, llengua oficial del país. El siwu s'escriu en alfabet llatí des del 2001.